# 田町 (弘前市)
田町（たまち）は、江戸期から現在にかけての青森県弘前市の地名。田町一丁目から田町五丁目まである。郵便番号は036-8054。

## 地理
青森県道112号八幡宮線沿いと、北大通りにはさまれる町。北は八幡町、東は宮川、南は北横町、西は宮園に接する。

## 沿革
- 明治初年～ - 弘前市を冠称。
- 1889年（明治22年） - 弘前市に所属。
- 1955年（昭和30年） - 弘前市に合併、急速に宅地化が進む。
- 1978年（昭和53年）～現在 - 一部が田茂木町・禰宜町・八幡町一～二丁目になり、残部と堅田・禰宜町の各一部で田町一～五丁目を起立。

### 地名の由来
八幡宮までの参道・門前町の役割を禰宜町が果たしていた頃に、当地が田圃だったことにちなむものと思われる。

## 世帯数と人口
2017年（平成29年）6月1日現在の世帯数と人口は以下の通りである。
| 丁目       | 世帯数  | 人口    |
| ---------- | ------- | ------- |
| 田町一丁目 | 133世帯 | 242人   |
| 田町二丁目 | 48世帯  | 109人   |
| 田町三丁目 | 36世帯  | 92人    |
| 田町四丁目 | 257世帯 | 534人   |
| 田町五丁目 | 92世帯  | 172人   |
| 計         | 566世帯 | 1,149人 |

## 施設

### 福祉施設
- たんぽぽ保育園

### 職業訓練施設
- 弘前職業能力開発校

### 医療
- 健生訪問看護ステーションたまち

### 商業
- 上北農産加工弘前支店
- メディセオ弘前支店
- 竹森経理サポート

### 金融
- 青森みちのく銀行北大通支店

### 公共
- 城北公園交通広場 - 弘前市市民生活課が管理。ミニSL・ゴーカートがあり、SLが展示されている。
- 田町団地集会所
- 熊野奥照神社

## かつて存在した施設
- 武富士弘前支店 - 武富士弘前支店強盗殺人・放火事件解決後に取り壊される。
- デンコードー

## 小・中学校の学区
市立小・中学校に通う場合、学区は以下の通りとなる。
| 町丁       | 番・番地 | 小学校             | 中学校             |
| ---------- | -------- | ------------------ | ------------------ |
| 田町一丁目 | 全域     | 弘前市立時敏小学校 | 弘前市立第一中学校 |
| 田町二丁目 | 全域     | 弘前市立時敏小学校 | 弘前市立第一中学校 |
| 田町三丁目 | 全域     | 弘前市立時敏小学校 | 弘前市立第一中学校 |
| 田町四丁目 | 全域     | 弘前市立時敏小学校 | 弘前市立第一中学校 |
| 田町五丁目 | 全域     | 弘前市立時敏小学校 | 弘前市立第一中学校 |

## 交通
- 弘南バス
  - 弘前職業能力開発校前（弘前駅 - 宮園団地線、他）停留所。
  - 田町四丁目（弘前バスターミナル - 神田線、小栗山 - 清原・安原 - 神田線）停留所。